# Nicolás Salmerón

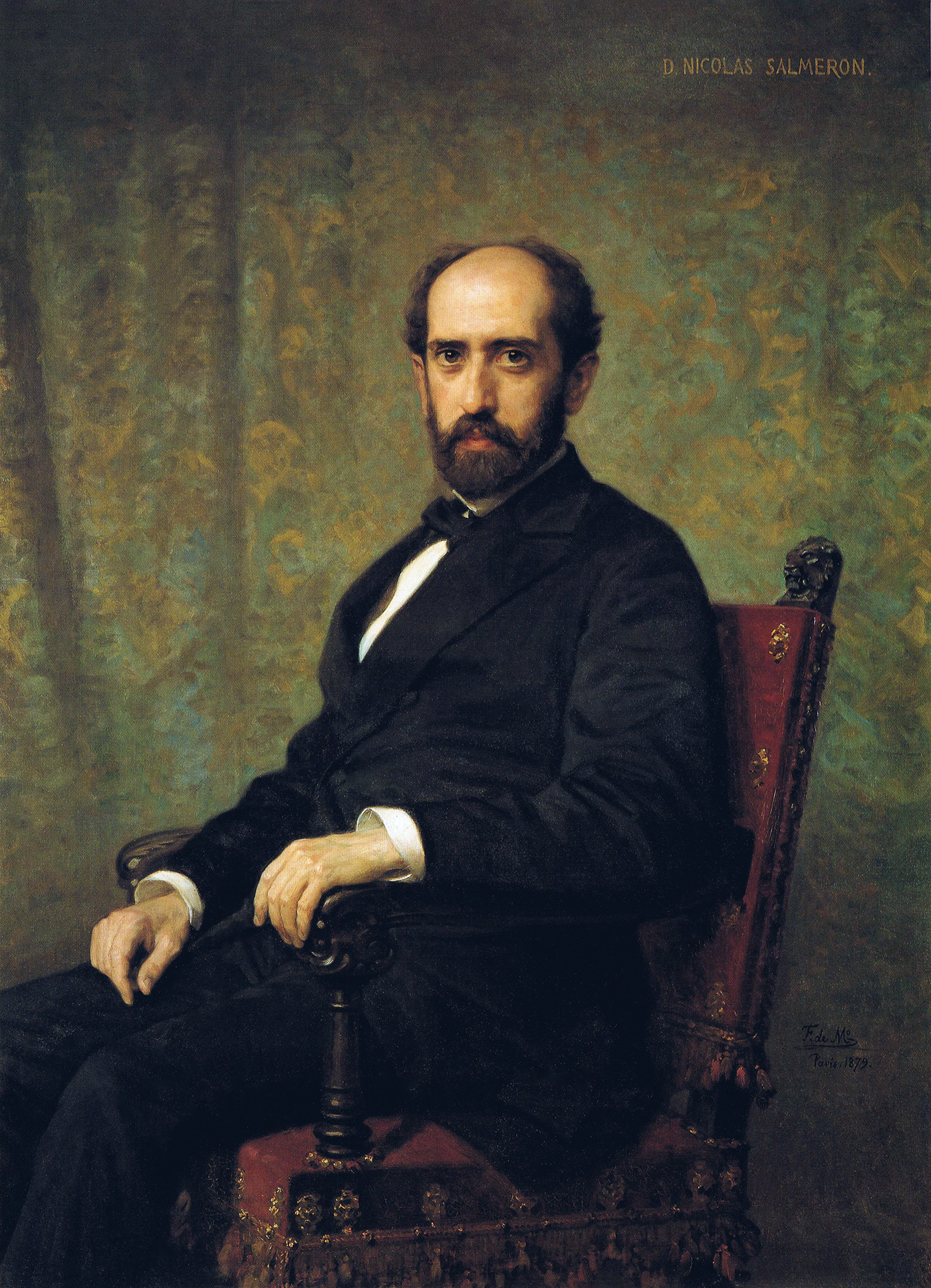
Nicolas Salmeron, porträtterad av Federico de Madrazo.

Nicolás Salmerón y Alonso, född den 10 april 1838 i Alhama de Almería, död den 21 september 1908 i Pau, var en spansk statsman.
Salmerón var extra ordinarie professor i filosofi och litteratur i Madrid. Som publicist spelade Salmerón stor  roll för utbredande av demokratiska idéer under Isabellas regering och tillhörde från 1865 styrelsen av det republikanska partiet. Septemberrevolutionen 1868 förde honom fram till ledningen som en av den regerande juntans främsta medlemmar. I cortes, varav han var medlem från 1871, framstod han som en av republikanernas främsta män, inte minst genom sin lysande talekonst. Efter Amadeus avsägelse av kronan i februari 1873, blev Salmerón justitieminister i Figueras kabinett. Den 18 juli samma år anförtroddes honom chefskapet för verkställande makten i republiken, men han nedlade sin värdighet den 8 september, när cortes som ett led i kampen mot karlisterna och de längst gående federalistiska republikanerna hade antagit krigsartiklar, som bland annat stadgade dödsstraff. Under den följande tiden fungerade Salmerón som president i cortes. Efter statskuppen 1874 drog han sig tillbaka från det politiska livet. Bourbonernas återvändande tvang honom att överge såväl sin professur som att lämna Spanien. Av Sagasta återkallades han 1881. I cortes, där Salmerón från 1886 åter hade säte, sökte han sammansluta de olika republikanska grupperna till ett enhetligt parti. Som republikanernas ledare erkändes han efter Ruiz Zorrillas död. Någon större politisk roll spelade Salmerón likväl ej under Alfons regering. Till sist betraktades han snarast som en doktrinär kammarrepublikan.